# Palpada ochracea
Palpada ochracea är en tvåvingeart som först beskrevs av Samuel Wendell Williston  1888.  Palpada ochracea ingår i släktet Palpada och familjen blomflugor. Inga underarter finns listade i Catalogue of Life.